# 韋拉札諾海峽大橋
韋拉札諾海峽大橋（英語：Verrazzano-Narrows Bridge）是一條位於美國紐約州紐約市的橋樑，以雙層結構的懸索橋橫跨納羅斯水道來連接紐約市的史泰登島與布魯克林。此橋是以義大利探險家喬凡尼·達·韋拉札諾來命名的，韋拉札諾是有紀錄以來第一個進入紐約港以及哈德遜河的歐洲探險家。其最長跨距為1,290（4,232英尺），在1964年完工之初為全世界最長的懸索橋。直到1981年，現今其跨距排名全世界第十，但是仍然還是美國境內最大的懸索橋。其高聳的塔架可以在紐約大都會區大多數地方看到。這條橋的完工為紐約市地區的區域高速公路系統提供了最後的一個連接的環節，並對於紐澤西州直通長島與甘迺迪機場、減緩曼哈頓公路的擁擠車流，有相當大的貢獻。
此外，每年舉辦的紐約市馬拉松競賽即以此處為起點，另外大部分要進入紐約港的貨船或是遊艇都必須經過此橋下方的航道。

## 歷史
紐約市政府握有韋拉札諾海峽大橋擁有權，橋本身是由大都會運輸署下屬的三區橋樑暨隧道管理局（Triborough Bridge and Tunnel Authority，但實際上營運時是以MTA Bridges and Tunnels（大都會運輸署橋樑暨隧道管理局）的名義對外）所維護及管理。278號州際公路經由此橋自史泰登島跨入布魯克林連接至高恩努斯高速公路（Gowanus Expressway）。韋拉札諾海峽大橋與其他兩條連接史泰登島與紐澤西州的兩條橋一起為許多來自紐澤西的通勤車流提供了進入布魯克林、長島、以及曼哈頓新的路徑。

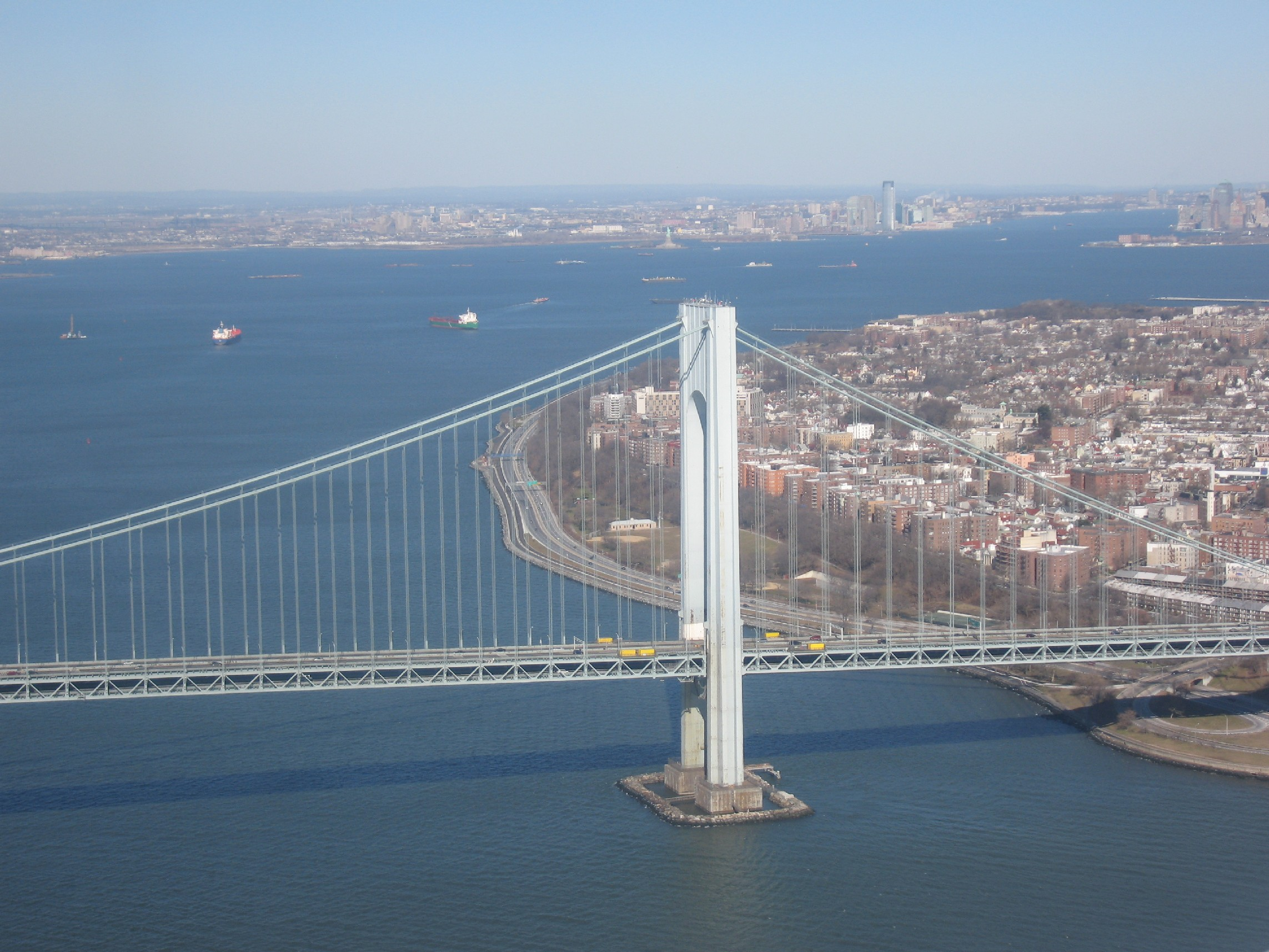
鳥瞰韋拉札諾海峽大橋。右側背景是布魯克林端的環帶公園道（Shore Parkway）。

韋拉札諾海峽大橋是在紐約州立公園處長羅伯·莫西斯（Robert Moses）任內最後一個完成的大型公共建設，莫斯為當時的三區橋樑暨隧道管理局長，而韋拉札諾海峽大橋完成了他計畫中的完整高速公路系統。橋的主要設計結構工程師為奧斯馬·安曼（Othmar Ammann），除了韋拉札諾海峽大橋之外，許多其他紐約市的橋樑也是由他來設計的，其中包括喬治華盛頓大橋、貝揚橋、布朗克斯白石大橋、三區大橋以及窄頸大橋，而這條橋也是他的最後一個工程。這條橋的計劃過程造成了大量的爭議，因為韋拉札諾橋的計畫地點在當時已經有了許多人居住，橋的興建即意指這些居民必須要搬離此區域。
建造工程於1959年8月13日動工，並於1964年11月21日完工而上層通車，總造價共花費超過$3.2億美元，下層後來在1969年6月28日也通車。完工後的韋拉札諾海峽大橋因比金門大橋長所以成為當時全世界最長的懸索橋，直到1981年位於英格蘭赫爾的亨伯橋完工。
根據美國運輸部：
- 兩座塔架各自含有1,000,000個螺帽以及3,000,000個螺釘。
- 橋上的四條懸索的直徑各為11（36英尺），每條懸索內部是由26,108條鋼線所組成，而所有鋼線的全長總和為230,000（143,000英里）。
- 由於橋的長度（1,290公尺）以及塔架的高度（210公尺），在設計的時候必須要將地球的球體曲線加入設計考量之中。
- 由於熱漲冷縮的緣故，橋面的傾斜度在夏天的時候比冬天時少12度角。

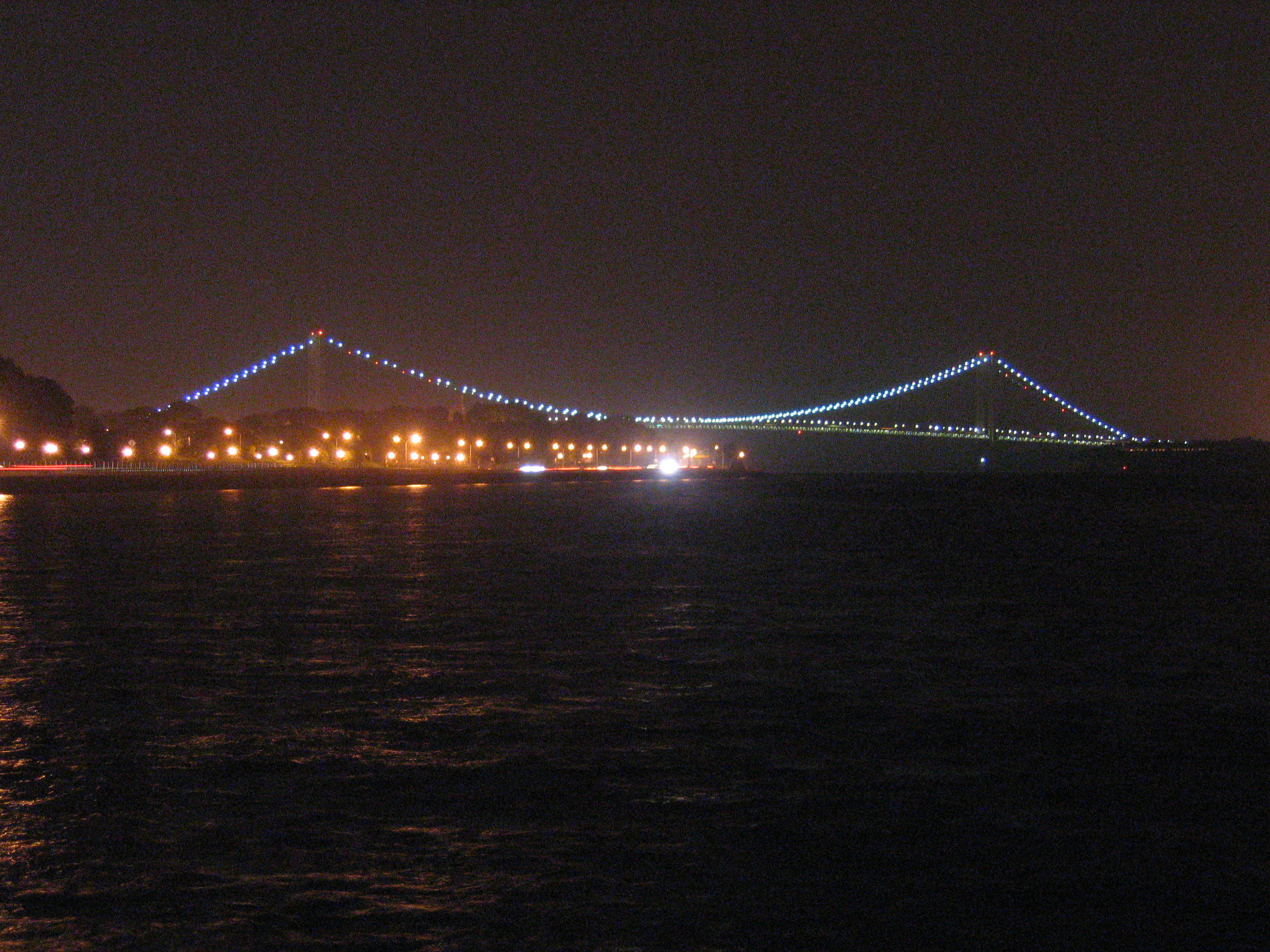
韋拉札諾海峽橋的夜景。

### 命名爭議
韋拉札諾海峽大橋的命名過程經過了許多的爭議。美國義大利歷史學會（Italian Historical Society of America）在1951時為還在計劃階段的該橋首次提出命名提議，但是後來被公園處長莫斯拒絕後，該學會舉行了許多公眾活動以重新建立以被眾人所遺忘的喬凡尼·韋拉札諾的名聲，亦推廣將此橋以韋拉札諾之名命名。在1954時，該學會的會長約翰·N.·拉可塔（John N. LaCorte）成功的說服當時的紐約州長哈里曼（W. Averell Harriman）在韋拉札諾發現紐約港的週年紀念日4月17日時宣布為「韋拉札諾日」。之後拉可塔亦隨之說服了眾多東岸各州的州長進行相同的宣布。在經過了多次的成功遊說之後，拉可塔再次向三區橋樑暨隧道管理局提出命名建議，但還是再度的被莫斯以名稱過長以及韋拉札諾的知名度問題而拒絕。

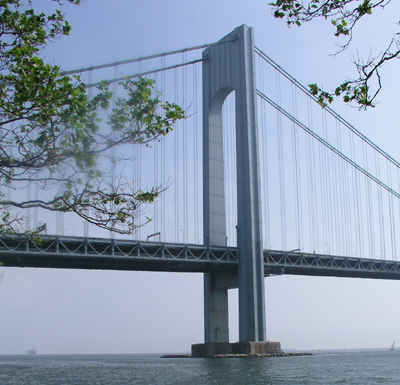
由布魯克林端望去的韋拉札諾海峽大橋。

在經過了多次的氣餒之後，美國義大利歷史學會後來成功的說服紐約州議會通過法案決定以韋拉札諾的名字來命名此橋以茲紀念。此法案在1960年由尼爾森·洛克斐勒（Nelson Rockefeller）州長簽署通過實行。雖然命名爭議到此告了一個段落，但是在韋拉札諾海峽大橋完工前最後一年時發生的約翰·甘迺迪謀殺案導致有許多人要求以甘迺迪來命名此橋。對此拉可塔在得到亦是司法部長亦是約翰甘迺迪胞弟的羅伯特·甘迺迪的保證不會將韋拉札諾大橋以約翰甘迺迪命名。最後在紐約甘迺迪國際機場以約翰甘迺迪命名的結果之下落幕。
雖然拉可塔成功的將此橋的官方名稱命名為韋拉札諾海峽大橋，但是絕大多數的地方報紙媒體皆有意無意的忽略任何對韋柆札諾有所提及，而使用「海峽大橋」或是「布魯克林-史泰登島大橋」等名稱來稱呼。對此，美義學會持續的大力宣揚韋拉札諾橋的正式官方名稱才使得韋拉札諾海峽大橋這個名稱深植人心。

## 外部連結

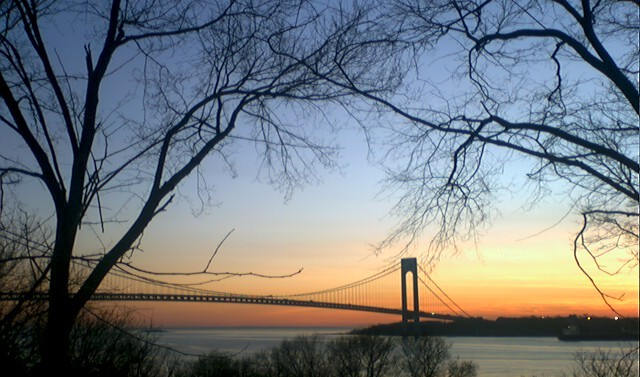
日落時分自布魯克林眺望韋拉札諾大橋。

- New York City MTA official site
- nycroads.com （页面存档备份，存于）
- Transportation Alternative's Verrazano Bridge Profile
- Structurae: Verrazano Narrows Bridge （页面存档备份，存于）
- The Naming of the Verrazano
- WNYC: Verrazano Bridge turns 40 （页面存档备份，存于）
- USGS Geonames data
- Patrick S. O'Donnell's Verrazano Narrows Bridge photos on bridgemeister.com （页面存档备份，存于）